# Darkness Falls
Darkness Falls é um filme australo-estadunidense dirigido por Jonathan Liebesman em 2003.

## Sinopse
Darkness Falls é baseado em uma personagem dos contos de fadas, a Fada do Dente. Em uma cidade bem distante, havia uma mulher que era chamada de Fada do Dente, pois trocava os dentes das crianças por moedas. Um dia, sua casa pegou fogo e seu rosto ficou muito ferido deixando com que ela só pudesse sair de casa a noite, pois, seu rosto era sensível a luz solar. Isso não impediu as crianças de continuarem a visitar Matilda ou a Fada do Dente, que agora usava uma máscara de porcelana. Um dia, duas crianças foram a casa dela e não voltaram. Então, acusaram a "Fada do Dente" de ter matado as duas crianças, condenando-a à morte em público sendo queimada em uma fogueira viva, mas, antes dela morrer ela jogou uma maldição: que a cada último dente de leite que caísse de todas as crianças, mataria quem presenciasse a cena.
Muitos anos depois, um garotinho, Kyle Walsh (Chaney Kley) , sem querer, presenciou a "Fada do Dente", quase foi morto por ela. Ao contar sua história para os amigos e parentes ele é considerado louco com exceção de sua namorada Caitlin Greene (Emma Caufield), e o irmão dela que acreditam o que Kyler diz. Anos mais tarde Kyle passa a ter estranhas visões, relacionadas à experiência traumática pela qual passou indicam que muito em breve, o inferno estará subindo sob a liderança de um ser assustador.

## Elenco
- Chaney Kley .... Kyle Walsh
- Emma Caulfield .... Caitlin Greene
- Andrew Bayly .... Oficial Andy Batten
- Antony Burrows .... Fada dos Dentes
- Lee Cormie .... Michael Greene
- Peter Curtin .... Dr. Travis
- Jim Howes .... Diretor Scott O'Malley
- Rebecca McCauley .... Margaret Walsh
- Kestie Morassi .... Enfermeira Lauren
- Alannah Oliver .... Kimberly
- Grant Piro .... Larry Fleishman
- Mark Blackmore .... Bartender
- Joshua Anderson .... Kyle Walsh (jovem)
- Emily Browning .... Caitlin Greene (jovem)
- Daniel Daperis .... Larry Fleishman (jovem)

## Recepção
No site agregador de críticas Rotten Tomatoes, 9% das 127 resenhas dos críticos são positivas. O consenso diz: "Um filme derivado onde os sustos são poucos e as coisas não fazem muito sentido [são muitas]".